# Régis Rey
Régis Camille Rey (ur. 8 kwietnia 1929 w Chamonix-Mont-Blanc, zm. 6 kwietnia 2022 w Contamines-Montjoie) – francuski skoczek narciarski, dwukrotny olimpijczyk, uczestnik Zimowych Igrzysk Olimpijskich 1952 i 1956.
Wystartował w dwóch konkursach zimowych igrzysk olimpijskich w skokach narciarskich. W zawodach w ramach igrzysk w 1952 roku w Oslo zajął 38. miejsce po skokach na 90,5 oraz 91 metrów, a cztery lata później uplasował się na 48. miejscu w konkursie skoków narciarskich.
Skoki narciarskie uprawiał również jego brat, Robert Rey, olimpijczyk z 1960.